# David de Kretser
David de Kretser (ur. 27 kwietnia 1939 w Kolombo) – australijski lekarz i działacz społeczny lankijskiego pochodzenia. W latach 2006–2011 pełnił urząd gubernatora stanu Wiktoria.
Pochodzi z grupy etnicznej Burgerów (potomków białych osadników osiadłych na Cejlonie). Miał dziewięć lat, kiedy jego rodzina wyemigrowała do Australii. Uzyskał magisterium z medycyny na University of Melbourne, a następnie doktorat na Monash University. Większość swojej kariery zawodowej spędził jako pracownik naukowy tej ostatniej uczelni, wykładał także na University of Washington. Jest ekspertem w dziedzinie andrologii i endokrynologii, zaś najważniejszym polem jego badań są schorzenia związane z bezpłodnością. W 1991 został profesorem nauk medycznych. W 2006 otrzymał nominację na gubernatora stanu Wiktorii, funkcję pełnił do kwietnia 2011.